# 용평초등학교
용평초등학교는 대한민국 전라북도 진안군 상전면 용평리 386에 있었던 초등학교이다.

## 연혁
- 1946년 10월 1일 정천공립국민학교 용평분교장 설치
- 1951년 7월 10일 용평국민학교로 승격
- 1958년 12월 5일 현 위치로 이전
- 1996년 3월 1일 용평초등학교로 개칭
- 1998년 2월 18일 제47회 졸업식(누계 1735명)
- 1998년 3월 1일 폐교 (진안중앙초등학교로 통합)